# Alberto Cadlolo
Alberto Cadlolo (Roma, 13 agosto 1899 – Monte Grappa, 24 ottobre 1918) è stato un militare italiano, ufficiale di fanteria nella prima guerra mondiale, decorato con la medaglia d'oro al valor militare.

## Biografia
Studente del Collegio Nazareno, appartenente al Cngei (Corpo Nazionale Giovani Esploratori Italiani - Sezione di Roma - associazione scout ancora oggi presente nel panorama italiano) e poi della Scuola allievi ufficiali, era stato chiamato alle armi in giovanissima età: i ragazzi del '99, dopo la disfatta di Caporetto, furono l'ultima classe arruolata nella prima guerra mondiale. Sottotenente di fanteria del 240º reggimento (brigata Pesaro), al comando del suo plotone, fu ucciso durante un'azione sul monte Pertica, gruppo del monte Grappa, pochi giorni prima della fine del conflitto. Nel 1921 gli fu conferita la medaglia d'oro al valor militare. Cadlolo, morto circa due mesi dopo il compimento del diciannovesimo anno, fu una delle più giovani "medaglie d'oro" delle grande guerra.

## Onorificenze

### Altri riconoscimenti
A Roma, sono dedicate al suo nome:
- l'omonima scuola primaria, edificata nel 1925 su progetto [5]dell'architetto Fasolo in via della Rondinella, nel rione Ponte, ove nel cortile è presente un busto [6]del giovane[7] inaugurato l'8 maggio 1932[6]
- dal 1953 una via nel quartiere Trionfale (XIV Municipio).[8]

## Collegamenti esterni

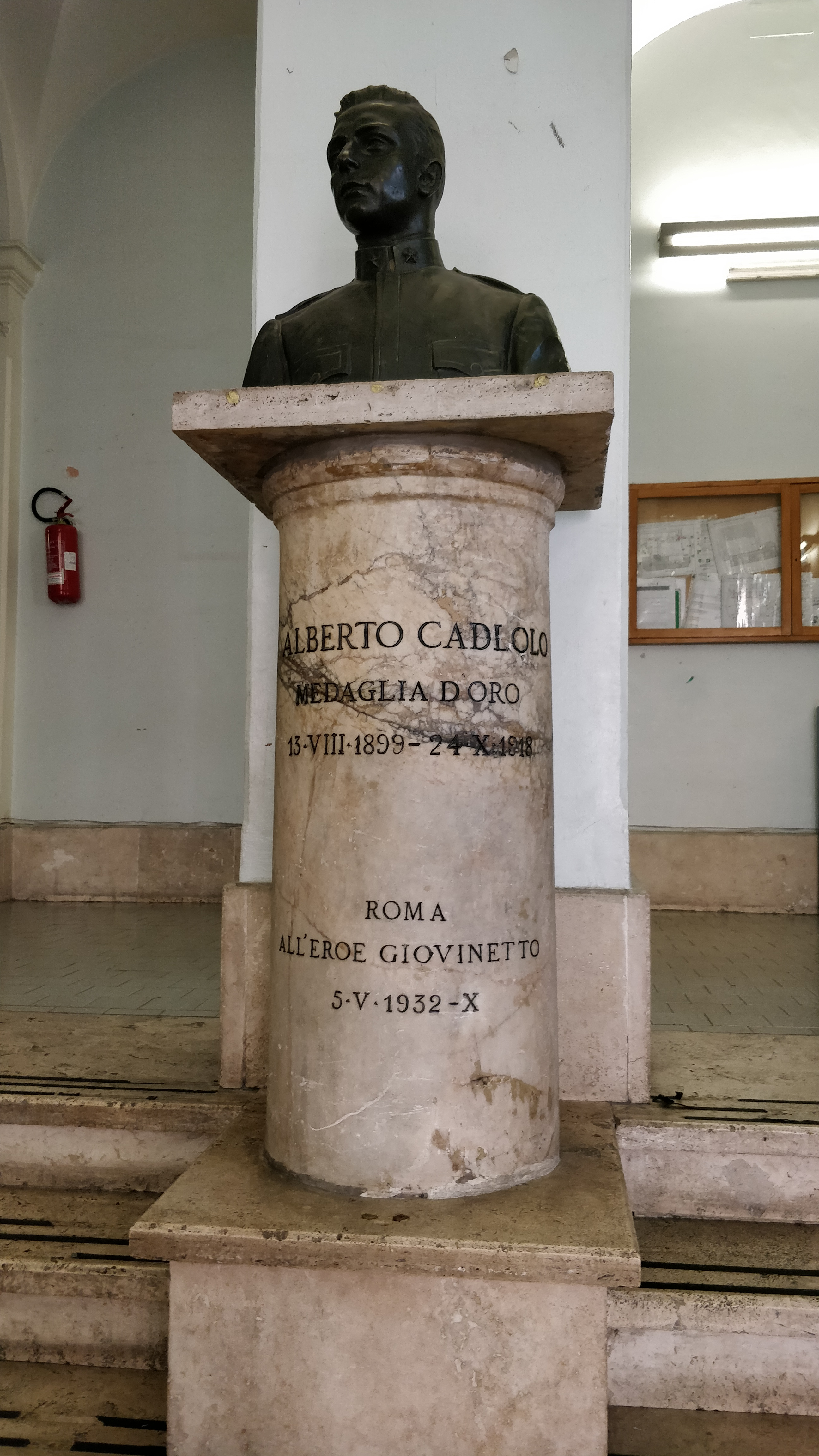
Busto Alberto Cadlolo all'interno della medesima scuola primaria